# Guvernorát Rakka
Guvernorát Rakka (arabsky مُحافظة الرقة‎, Muḥāfaẓat ar-Raqqah) je jeden ze čtrnácti syrských guvernorátů (provincií). Nachází se na severu země a hraničí s Tureckem. Rozloha provincie je asi 19 616 km². Podle dostupných údajů zde žil skoro milion lidí (2010). Provinčním městem guvernorátu je Rakka. V současnosti (20. 3. 2022) je oblast guvernorátu rozdělena mezi Syrské demokratické síly (u hranic s Tureckem), které zahrnují území provincie do nově vzniklé Federace severní Sýrie, vládní vojska a Tureckou okupaci. 

## Okresy
Guvernorát je rozdělen na okresy (Manatiq):
- Rakka
- Tel Abjad
- Tabka

Tyto okresy jsou dále rozděleny na 10 "podokresů" (Nawahi).